# Johanna Kammerlanderová
Johanna Kammerlanderová (* 1947) je rakouská právnička, sňatkem s Karlem Des Fours Walderode v roce 1992 hraběnka a dědička rodu Des Fours Walderode. V Česku je známá především kvůli dlouholetému sporu o navrácení rodového majetku.

## Restituční spor
Johanna Kammerlanderová je univerzální dědičkou rodu Des Fours Walderode, kterou se stala po smrti svého manžela Karla Des Fours Walderode v únoru roku 2000. Restituční nároky se týkají hlavně pozemků na Turnovsku a Kroměřížsku, zámků Hrubý Rohozec, Smržovka a Dřínov. Po smrti svého manžela Johanna Kammerlanderová dále pokračovala ve sporu o navrácení rodového majetku, během něhož české soudy její žaloby postupně zamítaly, potvrzovaly a přezkoumávaly. Až v červnu roku 2019 potvrdil nároky rodu na zámek Hrubý Rohozec a další majetky odvolací soud v Hradci Králové, rod tak může požádat o vydání svého někdejšího panství.
Rozhodnutím Ústavního soudu z 19. září 2024 byl spor vrácen na začátek, tedy k Okresnímu soudu v Semilech.

## Galerie

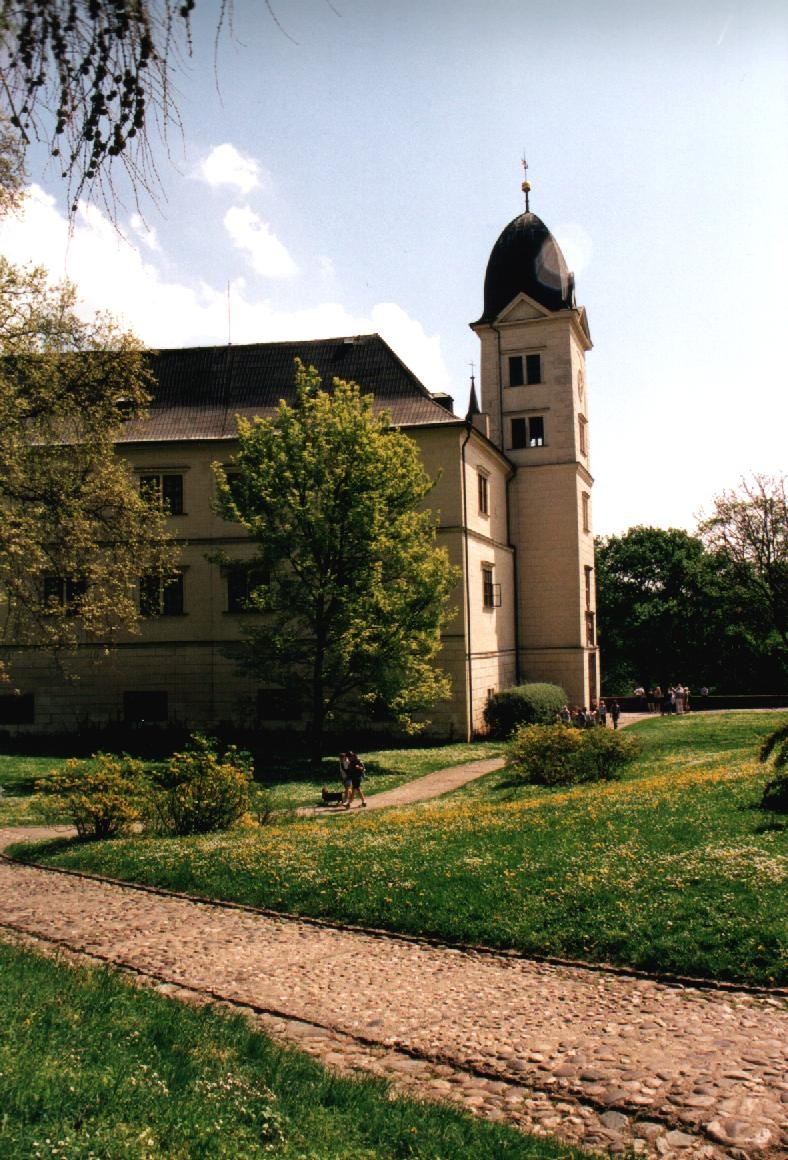
Zámek Hrubý Rohozec
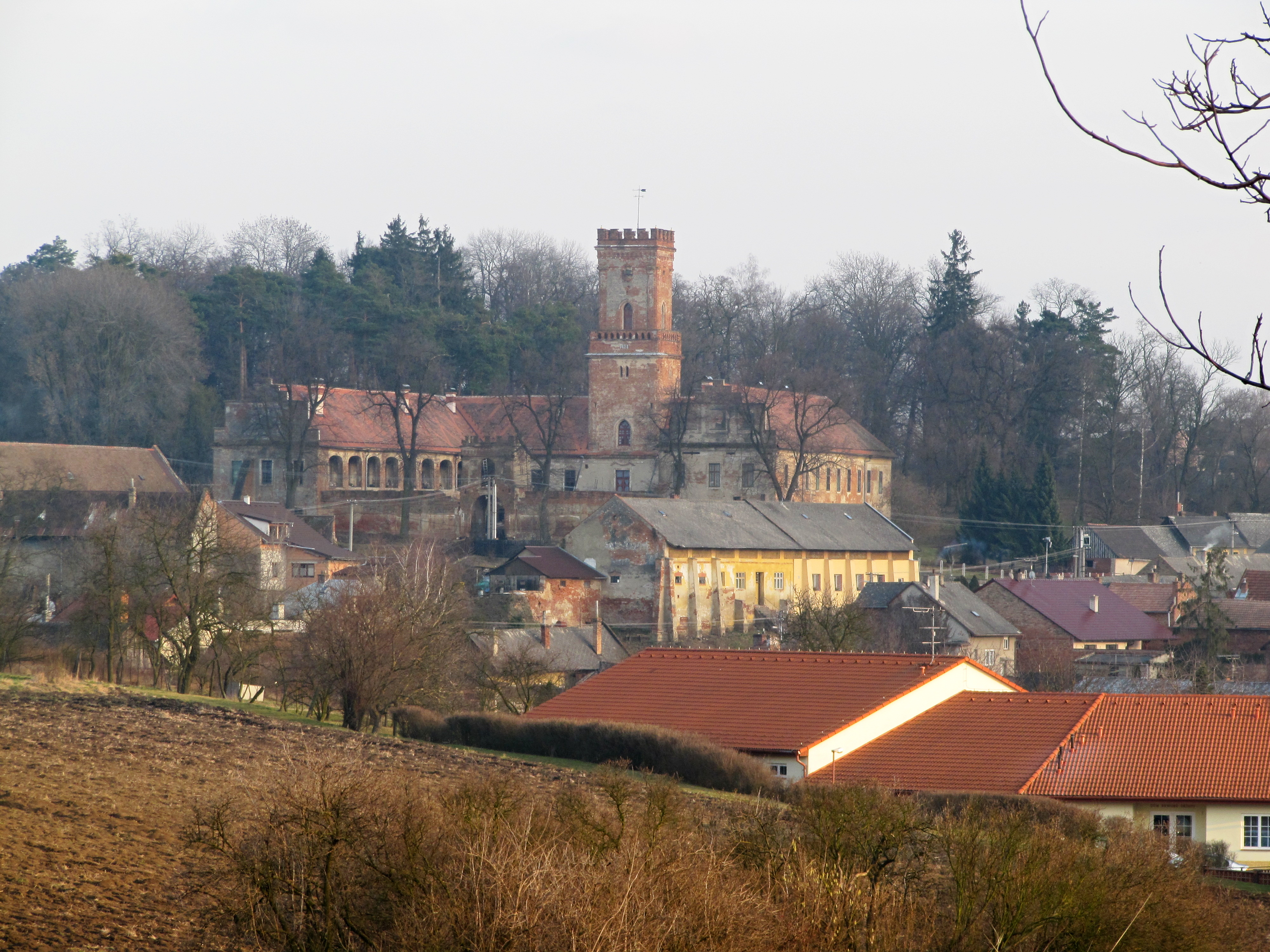
Zámek Zámek Dřínov